# W18 (kolej)

Wskaźnik W 18

W 18 – wskaźnik kolejowy oznaczający miejsce ustawienia ostatniego semafora samoczynnej blokady liniowej (SBL) na szlaku przed semaforem wjazdowym.
Wskaźnik ten umieszcza się na słupie ostatniego semafora SBL celem poinformowania maszynisty, że zbliża się on do posterunku ruchu posiadającego semafor wjazdowy. Semafor SBL pełni w takim wypadku funkcję tarczy ostrzegawczej. W przypadku, gdy semafor SBL oznaczony tym wskaźnikiem jest nieoświetlony lub unieważniony, wskaźnik W 18 nakazuje maszyniście jazdę z taką prędkością, aby mógł zatrzymać pociąg przed ewentualną przeszkodą, semaforem wjazdowym wskazującym sygnał „Stój” lub zmniejszyć prędkość stosownie do wskazań semafora wjazdowego.

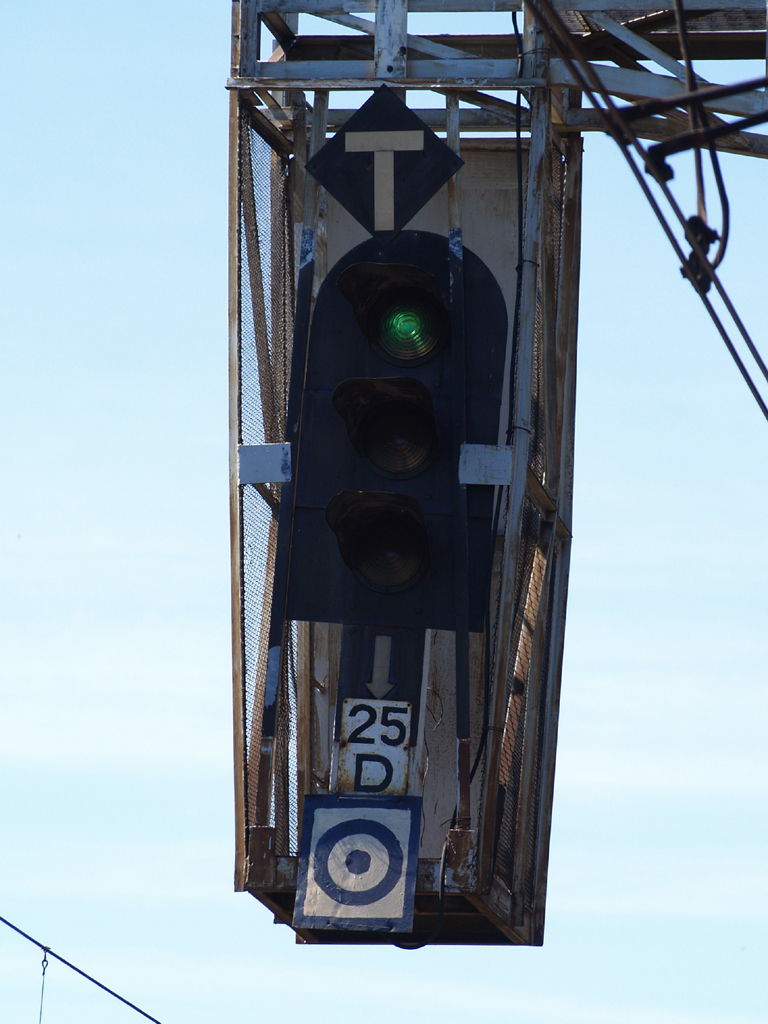
Semafor SBL ze wskaźnikami W 18, W19 i W 22